# Karl Blumau
Karl Anton Blumau (geboren 19. Januar 1867 in Wien als Karl Anton Wottradowetz; gestorben 12. Juni 1934 in Dresden) war ein deutscher Theaterschauspieler, Hörspielsprecher und Regisseur.

## Leben und Wirken
Er war des Sohn des Werkmeisters August Wottradowetz bei der Bahn. Nach dem Schulbesuch nahm er eine Lehre zum Präzisionsmechaniker auf. In seiner Freizeit besuchte er die Theaterschule Niklas in Dresden. Gegen den Willen seines Vaters ging er 1885 zum Theater und wurde 1886 jugendlicher Gesangskomiker am Stadttheater im österreichischen Tetschen. Später war er auch als Regisseur in Linz, Reichenberg, Salzburg, am Theater in der Josefstadt, am Jantschtheater und am Theater Venedig in Wien tätig. Ferner wirkte er in Innsbruck, Meran, Klagenfurt, Düsseldorf, Stuttgart, Bremen, Nürnberg, Frankfurt am Main und zuletzt von 1919 bis 1925 in Dresden. 1925 wurde er Spielleiter der Dresdner Sendestelle des Mitteldeutschen Rundfunks. Als solcher starb er mit 67 Jahren infolge Herzschlag.
Die niederösterreichische Statthalterei in Linz genehmigte ihm am 26. September 1900 die Ablegung des bisherigen Familiennamens Wottradowetz und Führung des Namens Blumau.

## Hörspiele (Auswahl)
Livesendungen ohne Aufzeichnung
- 1925: Johann Nestroy: Frühere Verhältnisse. Posse mit Gesang (Bearbeitung, Regie und Sprecher von: Anton Muffl, Hausknecht) ( Sendespiel (Hörspielbearbeitung) – MIRAG)
- 1925: Franz von Pocci: Kasperle als Porträtmaler. Marionettenstück  (Kasperle, Schmierpinsels Farbenschreiber und Stiefelwichser) – Regie: Nicht angegeben ( Sendespiel (Hörspielbearbeitung) – MIRAG, Übertragung aus Dresden)
- 1929: Ludwig Thoma: Waldfrieden. Lustspiel in einem Akt (Regie) ( Sendespiel (Hörspielbearbeitung) – MIRAG, Übertragung aus Dresden)

AnmerkungEs werden (Stand: 1. Dezember 2024) noch 66 weitere Produktionen unter der alternativen Namensvariante Carl Blumau   bis Ende Januar 1930 gelistet.
Quelle: ARD-Hörspieldatenbank